# Sturmigau

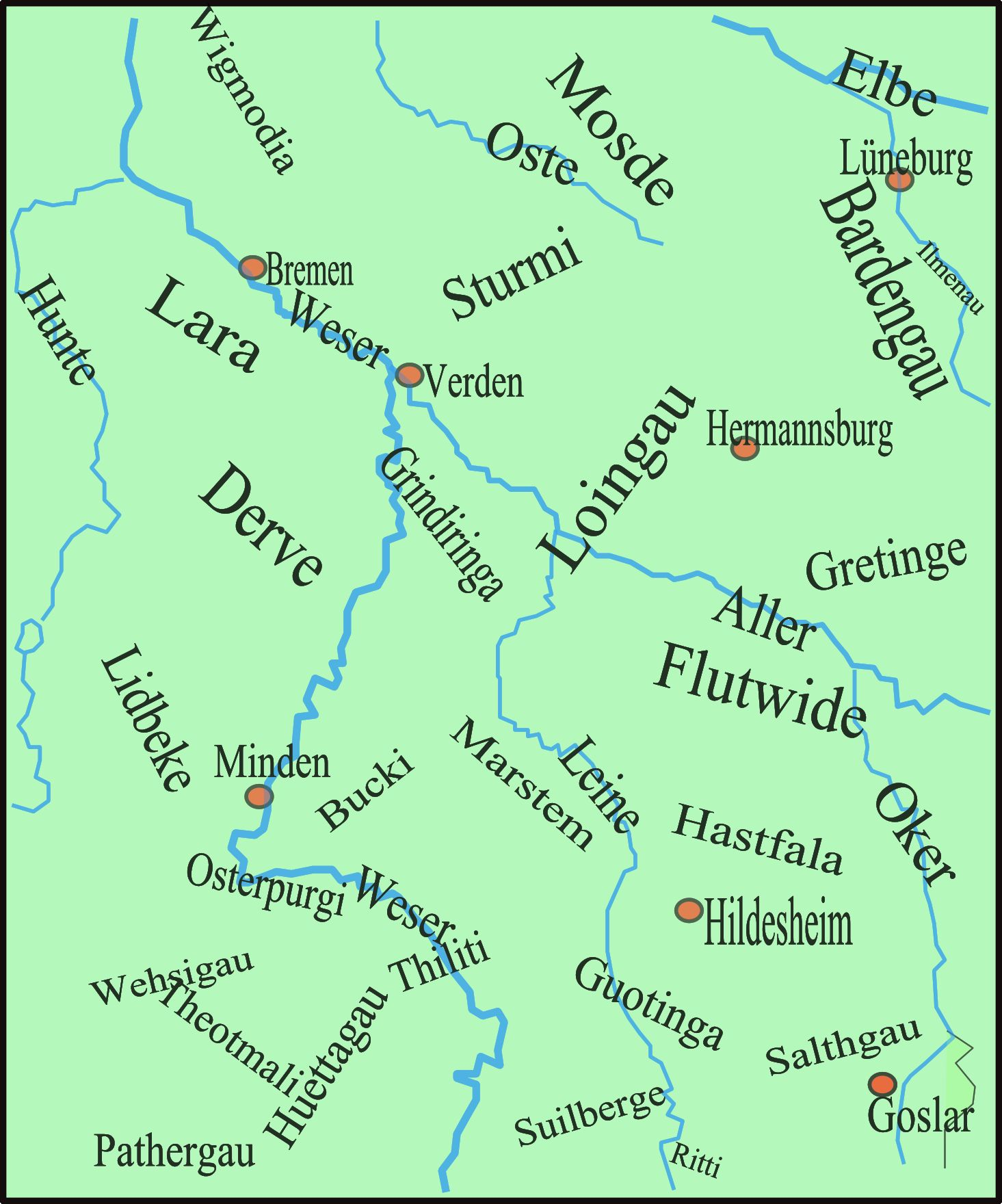
Der Sturmigau („Sturmi“) und die umgebenden Gaue im Stammesherzogtum Sachsen um 1000

Der Sturmigau war ein mittelalterlicher Gau im Herzogtum Sachsen, der sich rechts der Weser über die Allermündung in den Ostteil des heutigen Landkreises Verden und den Südteil des heutigen Landkreises Rotenburg (Wümme) und dem nordwestlichen Teil des Heidekreises (Gebiet des alten Hochstifts Verden) erstreckte.